# スコッチエッグ

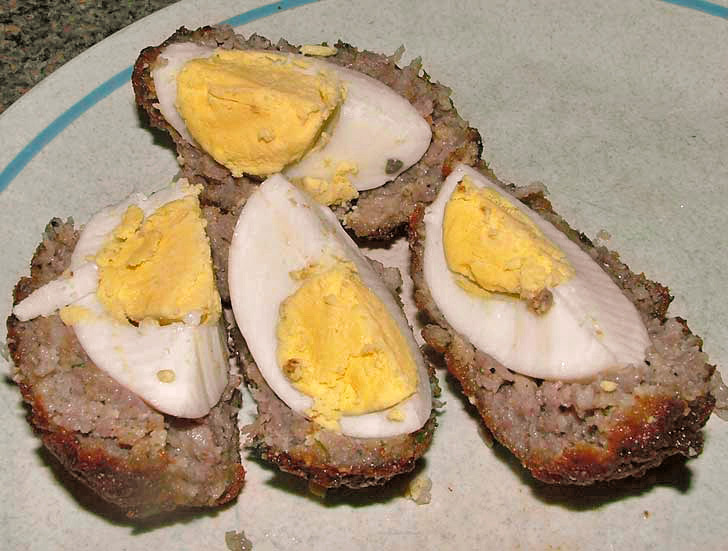
スコッチエッグ

スコッチエッグ（Scotch egg）は、イギリス料理のひとつ。殻をむいたゆで卵を挽肉で包み、パン粉の衣をつけてオーブンで焼いたり油で揚げたりしたものである。

## 概要
ロンドンのデパート「フォートナム&メイソン」で1738年に発明されたとされる。ただ中東や南アジアの挽肉料理であるキョフテ（コフタ）のうち、インドのナルギシコフタ（nargisi kofta）とそっくりであり、これが移入されたという説もある。
スコッチという名称だが、スコットランドの料理というわけではない。イギリスでは一般的な軽食で、伝統的なピクニック料理の一つとして認められており、どちらかと言うと冷めた状態で食べるのが基本である。ウズラの卵で作った小さなものもスーパーマーケットでよく売られている。
横二つに切ってトマトソースをかけて食べる他に、冷やしたものを輪切りにしてサラダと一緒に食べたり、ピクルスと一緒に食べたりする。